# Legio XXVI (Cesare)
La legio XXVI di Cesare era un'unità militare romana di epoca tardo repubblicana, la cui origine è da collegarsi all'inizio della guerra civile, quando venne costituita da emissari di Gaio Giulio Cesare (inizi del 49 a.C.). È una delle cinque legioni, insieme alle legio XXV, XXVIII, XXIX e XXX arruolate tra i cittadini italici. Una tra queste legioni sarebbe stata rinominata in seguito Legio Martia come sostiene lo studioso britannico Lawrence Keppie.

## Storia
La sua formazione è da collegarsi allo scoppio della guerra civile. Venne formata da emissari di Cesare con cittadini romani inquadrati da esperti soldati della legio X che aveva combattuto in Gallia.
Questa formazione sembra sia stata costituita interamente da cittadini Marsi che erano considerati valorosi e combattivi guerrieri. Giulio Cesare l'avrebbe ribattezzata Legio Martia, sia per la sua provenienza sia per il coraggio dimostrato in battaglia. Il nome dei Marsi e della loro terra Marsia indica appunto l'appartenenza a Marte Dio della Guerra, nome dato dai Romani a questo popolo, gli italici mai conquistati, l'unico insediamento romano che si affacciava alle terre della Marsia è stato Alba Fucens nel 304/303 a.C.
La legio Martia servì Cesare fino alle idi di marzo. Fu probabilmente una di quelle legioni che parteciparono sotto uno dei legati di Cesare, Gaio Trebonio, all'assedio di Marsiglia (19 aprile - 6 settembre del 49 a.C.).
Sembra che fosse alle dipendenze di Gneo Domizio Calvino, governatore della provincia d'Asia, nel 48 a.C., e che venne rinforzata nel suo organico da due legioni di Deiotaro, che quest'ultimo aveva da diversi anni, aggiungendovi anche 100 cavalieri da Ariobarzane.
In seguito partecipò anche alla campagna in Africa di Cesare ed alla vittoriosa battaglia di Tapso (4 aprile del 46 a.C.).
Dopo la morte del dittatore (15 marzo del 44 a.C.), passò dalla parte di Ottaviano e combatté al suo fianco nella battaglia di Filippi contro i cesaricidi (42 a.C.). È possibile che nel 41 a.C. sia stata inviata a Lucca sotto il comando di L.Memmio, in qualità di prefetto della legio XXVI e VII, per insediarvi alcuni veterani di queste unità militari.
Sappiamo inoltre che nella guerra di Modena la legio Martia, con la quale la legio XXVI potrebbe identificarsi, si distinse per tenacia e valore nella battaglia di Forum Gallorum; successivamente rimase in gran parte distrutta nell'affondamento delle navi che la stavano trasportando in Grecia per combattere contro i cesaricidi.
In seguito alla riorganizzazione augustea dell'intero esercito romano, venne sciolta negli anni compresi tra il 30 ed il 14 a.C., durante i quali furono congedati tra i 105.000 ed i 120.000 veterani. Alcuni suoi veterani furono insediati a Luca (cfr. sopra) ed a Gerace Marina.